# Renato Brito Cunha
Renato Brito Cunha, né à Salvador, au Brésil, est un ancien entraîneur et dirigeant brésilien de basket-ball.

## Carrière
Renato Brito Cunha est président de la Confédération brésilienne de basket-ball entre 1989 et 1997.

## Palmarès
- 3e des Jeux olympiques 1964
- Champion des Amériques 1984
- Champion d'Amérique du Sud 1968, 1983
- Finaliste des Jeux panaméricains de 1983
- Champion d'Amérique du Sud féminin 1967
- Vainqueur des Jeux panaméricains féminins 1967